# Żabia Grań
Die Żabia Grań ist ein Bergmassiv in der polnischen Hohen Tatra in der Woiwodschaft Kleinpolen und Gemeinde Bukowina Tatrzańska mit einer Maximalhöhe von 2259 m n.p.m. im Żabi Szczyt Wyżni. Auf dem Grat verläuft die polnisch-slowakische Grenze.

## Lage und Umgebung
Unterhalb des Massivs liegen die Täler Dolina Białki und Dolina Rybiego Potoku. Das Massiv grenzt über den Bergpass Ciężka Przełączka an das Massiv der Rysy im Süden.
Der Verlauf des Kamms des Massivs vom Bergpass Ciężka Przełączka zum Tal Dolina Białki verläuft wie folgt:
- Gipfel Żabi Szczyt Wyżni – 2259 m ü.N.N.
- Bergpass Białczańska Przełęcz Wyżnia – 2085 m ü.N.N.
- Gipfel Żabi Mnich – 2146 m ü.N.N.
- Bergpass Żabie Wrótka – 2085 m ü.N.N.
- Gipfel Owcze Turniczki – 2040 m ü.N.N.
- Bergpass Owcza Przełęcz – 2038 m ü.N.N.
- Gipfel Marusarzowa Turnia – 2075 m ü.N.N.
- Bergpass Marusarzowa Przełączka – 2060 m ü.N.N.
- Gipfel Grań Apostołów  – (Apostel VII)
- Bergpass Apostolska Szczerbina
- Gipfel Żabi Szczyt Niżni – 2098 m ü.N.N.
- Bergpass Przełączka pod Żabią Czubą – 2031 m ü.N.N.
- Gipfel Żabia Czuba – 2080 m ü.N.N.
- Bergpass Żabi Przechód Białczański – 2031 m ü.N.N.
- Gipfel Siedem Granatów – 2080 m ü.N.N.

In den Hängen befinden sich mehrere Höhlen, u. a. Wielka Żabia Szpara und Dziura w Żabiem.

## Etymologie
Der Name Żabia Grań lässt sich als Froschgrat übersetzen. Teilweise findet man auch die Bezeichnung Żabie-Grat. Der Name rührt von den nahe gelegenen Froschteichen.

## Flora und Fauna
Die Żabia Grań ist Rückzugsgebiet für Bären, Gämsen und Murmeltiere. Bereits vor dem Zweiten Weltkrieg stellte sie ein streng geschütztes Naturreservat dar und ist damit länger geschützt als der Tatra-Nationalpark, der erst 1954 gegründet wurde.

## Tourismus
Vor dem Ersten Weltkrieg verlief auf dem Żabia Grań einer der beliebtesten Hirten- und Wanderwege in der Hohen Tatra, der Popod Żabiem von der Alm Łysa Polana zum Bergsee Meerauge. Der Weg wurde 1920 geschlossen, da er beiderseits der polnisch-tschechoslowakischen Grenze lag. Seither verläuft der Aufstieg auf dem westlich gelegenen Oswald-Balzer-Weg. Das Gebiet stellt seither ein striktes Naturreservat dar. Es ist für Wanderer nicht zugänglich. Einige der Gipfel können jedoch mit Genehmigung der Nationalparkverwaltung erklommen werden.

## Belege
- Zofia Radwańska-Paryska, Witold Henryk Paryski, Wielka encyklopedia tatrzańska, Poronin, Wyd. Górskie, 2004, ISBN 83-7104-009-1.
- Tatry Wysokie słowackie i polskie. Mapa turystyczna 1:25.000, Warszawa, 2005/06, Polkart, ISBN 83-87873-26-8.